# Powiat Kitaakita
Powiat Kitaakita (jap. 北秋田郡 Kitaakita-gun) – powiat w Japonii, w prefekturze Akita. W 2024 roku liczył 1840 mieszkańców.

## Miejscowości
- Kamikoani